# Leucophora inflata
Leucophora inflata är en tvåvingeart som först beskrevs av Camillo Rondani 1877.  Leucophora inflata ingår i släktet Leucophora och familjen blomsterflugor.
Artens utbredningsområde är Italien. Inga underarter finns listade i Catalogue of Life.